# Paprizieren

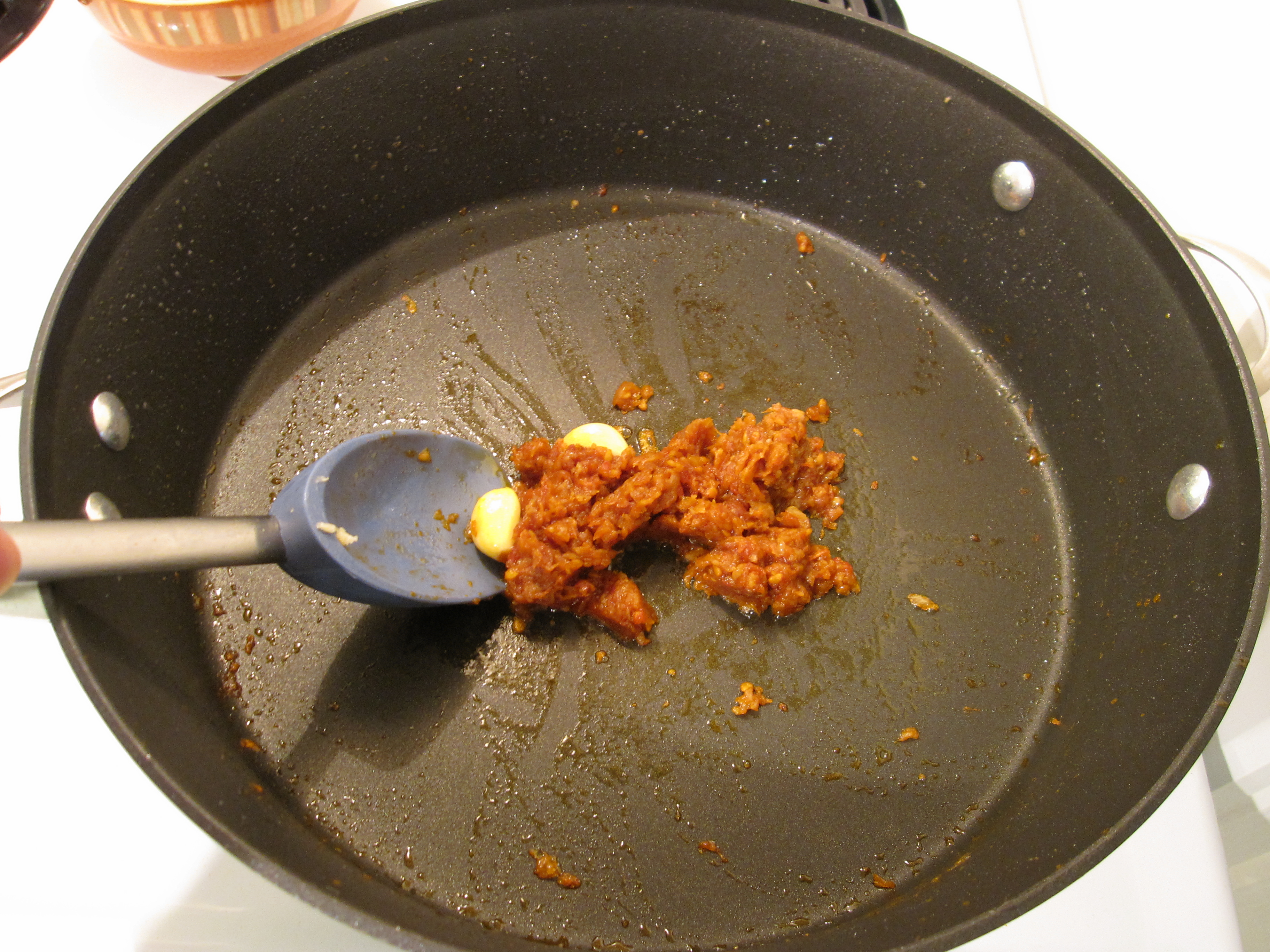
Paprizierter Ansatz bei der Zubereitung einer Soffritto-Würzsauce

Paprizieren ist ein Ausdruck aus dem Bereich des Kochens. Damit wird der Vorgang des Röstens von Paprika in Pulverform beschrieben. Das Paprizieren erfolgt in heißem Fett (Öl, Schweineschmalz u. ä.), indem das Paprikapulver eingestreut, kurz angebraten und anschließend abgelöscht wird. Als Löschmittel wird oftmals Wein oder verdünnter Essig verwendet. Mit dem Paprizieren werden der Geschmack und die Farbe an eine Soße besser abgegeben.
Auch das Spicken von Gargut mit Paprikastreifen wird als Paprizieren bezeichnet.